# Киселёв, Яков Семёнович
Яков Семенович Киселёв (15 (27) ноября 1896, Екатеринослав — 23 апреля 1984) — советский адвокат.

## Биография
Родился в 1896 году в Екатеринославе. Отец — Семен Самойлович Киселев, купец первой гильдии.
Учился в гимназии в Екатеринославе, затем — в Цюрихе, Швейцария.
Участник Гражданской войны, был конником Буденного.
Поступил на математический факультет Одесского Университета, который не окончил. Окончил правовое отделение Факультета общественных наук МГУ в 1922 году.
С 1923 занимается адвокатской деятельностью. С 1924 член Ленинградской городской коллегии адвокатов, неоднократно избирался в её Президиум.
В 1952 году был исключен из коллегии и работал юрисконсультом на карбюраторном заводе. После смерти Сталина был восстановлен.
Похоронен на кладбище «Памяти жертв 9 января». Уч. 44.
Семья
Сын — Киселев Юрий Яковлевич, род. 15.05.1929. Известный спортивный психолог. Профессор

## Адвокатская деятельность
Специализировался на защите по уголовным делам.
Являлся одним из лучших судебных ораторов своего времени. Речи Киселева Я. С. были прижизненно опубликованы отдельными изданиями, что для советского периода большая редкость.
За советами к Я. С. Киселёву обращалась Л. К. Чуковская.
Дважды защищал двоюродного брата знаменитого писателя Сергея Довлатова.

## Научно-литературная деятельность
Рассказы и очерки Киселева Я. С. были опубликованы в журналах «Огонек», «Знамя», «Звезда», «Аврора», «Человек и закон», «Социалистическая законность», а также в «Литературной газете», альманахе «Молодая гвардия» и др.
Кроме того, его речи и работы на темы правосудия публиковались в отдельных изданиях.
В 1940 году написал пьесу «Равнодушие», которая была принята к постановке Пушкинским театром в Ленинграде, но из-за начала войны так и не была поставлена.
В 1943 году написал три рассказа о врагах-немцах, напечатанные в журнале «Знамя».
В 1967 году сначала в февральском номере журнала «Звезда» были опубликованы четыре речи адвоката Киселева, а затем в том же году в Лениздате вышла его книга «Судебные речи» с тёплым и уважительным предисловием Юрия Германа. В 1971 году книга была переиздана, предисловие к ней было написано известным советским правоведом, членом-корреспондентом Академии наук СССР Строговичем М.С.
Литературовед Наталья Ивановна Четунова дала книге речей Я. С. Киселёва оценку как преемнику книги речей известного дореволюционного юриста А. Ф. Кони, отмечая:

Традиции передовой русской юридической мысли, ярчайшим представителем которой был А. Ф. Кони, нашли свое продолжение и развитие в деятельности лучших советских адвокатов. Очень интересна в этом смысле книга речей ленинградского адвоката Якова Семеновича Киселева. Хочу привлечь внимание читателя к некоторым решаемым в этой книге проблемам правосудия и нравственности.
В 1974 году издательство Ленинградского Университета, где Я. С. Киселев периодически читал лекции на юридическом факультете, выпустило книгу «Этика адвоката (нравственные основы деятельности адвоката в уголовном судопроизводстве)».
В 1980 году в издательстве «Правда» вышла художественная книга «Судебные были» тиражом 100 тысяч экземпляров:

Пять сюжетов, каждого из которых достало бы на большой современный роман, — ведь зал суда и сегодня остается анатомическим театром человеческих страстей. Я. С. Киселев — старейший советский адвокат, знаменитый и многоопытный. В его судебных речах (они выдержали два издания) слышится отзвук старинной высокой традиции, согласно которой психологическое объяснение и нравственная оценка поступка не менее важны, чем его юридическая интерпретация. Истории, собранные в новой небольшой книжке Киселева, тоже говорят о том. что названные аспекты не всегда совпадают и что суд обязан принимать в расчет это несовпадение.— журнал «Нева» - орган Союза советских писателей СССР, 1981 год
В 1982 году московское издательство «Юридическая литература» опубликовало книгу его рассказов «Перед последним словом».

## Награды
Награждён орденом Трудового Красного Знамени и медалями.